# Вагнер (Пенсільванія)
Вагнер (англ. Wagner) — переписна місцевість (CDP) в США, в окрузі Міффлін штату Пенсільванія. Населення — 110 осіб (2020).

## Географія
Вагнер розташований за координатами 40°40′52″ пн. ш. 77°23′16″ зх. д. / 40.68111° пн. ш. 77.38778° зх. д. (40.681221, -77.387678).  За даними Бюро перепису населення США в 2010 році переписна місцевість мала площу 2,05 км², з яких 2,05 км² — суходіл та 0,00 км² — водойми.

## Демографія
Згідно з переписом 2010 року, у переписній місцевості мешкало 128 осіб у 46 домогосподарствах у складі 36 родин. Густота населення становила 62 особи/км².  Було 52 помешкання (25/км²).
Расовий склад населення:
| - 100,0 % — білих |

До двох чи більше рас належало 0,0 %. Частка іспаномовних становила 0,0 % від усіх жителів.
За віковим діапазоном населення розподілялося таким чином: 23,4 % — особи молодші 18 років, 60,2 % — особи у віці 18—64 років, 16,4 % — особи у віці 65 років та старші. Медіана віку мешканця становила 40,5 року. На 100 осіб жіночої статі у переписній місцевості припадало 128,6 чоловіків;  на 100 жінок у віці від 18 років та старших — 117,8 чоловіків також старших 18 років.
Середній дохід на одне домашнє господарство  становив 54 278 доларів США (медіана — 49 375), а середній дохід на одну сім'ю — 55 980 доларів (медіана — 49 492). 
Цивільне працевлаштоване населення становило 120 осіб. Основні галузі зайнятості: виробництво — 59,2 %, освіта, охорона здоров'я та соціальна допомога — 25,0 %, сільське господарство, лісництво, риболовля — 7,5 %.